# Viva la Vida or Death and All His Friends
Viva la Vida or Death and All His Friends (altfel numit ca si Viva la Vida) este al patrulea album al trupei de rock alternativ Coldplay. Albumul a fost lansat in data de 12 iunie 2008 Regatul Unit și pe 17 iunie 2008 în America de Nord. Coldplay lansat doua piese depe album, "Violet Hill" și "Viva la Vida" la începutul lui mai 2008. În SUA albumul s-a vandut în peste 300000 de exemplare în prima zi, și 721000 în prima săptămână. 
În iulie 2007, membrii formaṭiei au dezvăluit faptul că noul album va avea influenṭe hispanice, înregistrând cântece în America Latina ṣi Spania. Totuṣi, s-a specificat că influențele nu se regăsesc în anumite sunete, dar creeaza un sentiment aparte pentru cântecele luate ca un întreg.
Producatorii Brian Eno și Markus Dravs au spus despre versuri că sunt 'mult mai abstracte', iar Will Champion a intărit ideea că lucrurile vor fi diferite faṭă de celelalte albume 'Sunt ca o trilogie. Am terminat cu ele si acum facem ceva nou.'
Pe 18 martie 2008, Chris Martin a anunṭat în revista Rolling Stones că numele albumului, 'Viva la Vida' a fost ales după un tablou al celebrei pictoriṭe Frida Kahlo.
Primul single de pe acest album este "Violet Hill", lansat la 5 mai 2008, având un videoclip filmat în Sicilia.

## Tracklist
1. "Life in Technicolor" (Berryman/Buckland/Champion/Martin/Hopkins) 2:29
2. "Cemeteries of London" 3:21
3. "Lost!" 3:55
4. "42" 3:57
5. "Lovers in Japan/Reign of Love" 6:51
6. "Yes" (include "Chinese Sleep Chant") 7:06
7. "Viva la Vida" 4:01
8. "Violet Hill" 3:42
9. "Strawberry Swing" 4:09
10. "Death and All His Friends" (include "The Escapist": Berryman/Buckland/Champion/Martin/Hopkins) 6:18
11. No. Title Length 11. "Lost?" (Japan and iTunes) 3:40
12. "Lovers in Japan (Acoustic Version)" (iTunes pre-order) 3:49
13. "Death Will Never Conquer" (Japanese release of Prospekt's March edition) 1:16